# Prokopis Pavlopoulos
Prokopis Pavlopoulos (tiếng Hy Lạp: Προκόπης Παυλόπουλος, sinh ngày 10 tháng 7 năm 1950) là một luật sư, giáo sư đại học, một chính trị gia Hy Lạp. Từ năm 2004 đến năm 2009, ông là Bộ trưởng Bộ Nội vụ Hy Lạp.
Ngày 18 tháng 2 năm 2015, Pavlopoulos được Quốc hội Hy Lạp bầu làm tổng thống mới của Hy Lạp với 233 phiếu ủng hộ. Dự kiến, ông sẽ nhận chức sau khi Karolos Papoulias kết thúc nhiệm kỳ vào ngày 13 tháng 3 năm 2015.